# Masao Takada
Masao Takada (japonsko 高田 正夫), japonski nogometaš.
Za japonsko reprezentanco je odigral dve uradni tekmi.